# Innerdynastische Kämpfe der Karolinger 830–842
Die Jahre von 830 bis 842 sind durch eine Reihe innerdynastischer Kämpfe der Karolinger gekennzeichnet. Zweimal, während der loyalen Palastrevolution 831 und der großen Empörung 833, wurde Kaiser Ludwig der Fromme von seinen Söhnen Lothar I., Pippin von Aquitanien und Ludwig dem Deutschen gestürzt. Zweimal konnte er sich jedoch behaupten und wurde wieder eingesetzt. Sein Tod eröffnete das Ringen der drei verbliebenen Söhne, Lothars I., Ludwig des Deutschen und Karl des Kahlen, um den Anteil am Frankenreich: Reichseinheit gegen Erbteilung. Diese Jahre kennzeichnen den Anfang vom Ende des vereinten Karolingerreiches und gleichzeitig, noch viel mehr als etwa die Zeit Karls des Großen, das Entstehen des mittelalterlichen Europa.

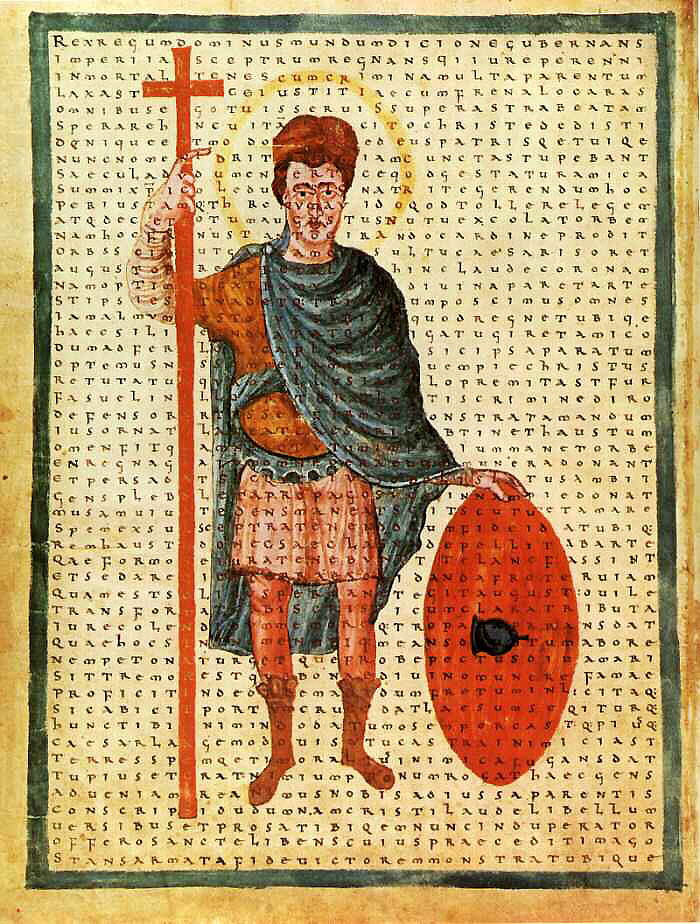
Ludwig der Fromme, Sohn Karls des Großen, war durch sein Wechseln zwischen der Reicheinheitsidee und der Erbteilung nach fränkischer Sitte mitverantwortlich für die inneren Wirren der 830er und frühen 840er Jahre. Bild: Biblioteca Apostolica Vaticana, Codex Vat. Reg. lat. 124, folio 4 verso.

## DieOrdinatio imperiivon 817
Aufgeschreckt durch einen Unfall am Gründonnerstag 817, erließ der fränkische Kaiser Ludwig der Fromme auf dem Reichstag zu Aachen im Juli 817, bei dem die wichtigsten weltlichen Großen des Frankenreiches versammelt waren, die Ordinatio imperii. Hiermit sollte das zentrale Verfassungsproblem des karolingischen Reiches, der Widerstreit zwischen universalem, unteilbarem Kaisertum und dem traditionellen, fränkischen Erbrecht aller legitimen Königssöhne, aufgegriffen und gelöst werden. Reich und Kirche sollten durch die Ordinatio imperii, „deren leitende Gedanken aus kirchlichen Kreisen stammten“, fortan eine unteilbare Einheit bilden, die nicht zugunsten der Nachkommen des Herrschers aufgegeben werden sollte. Ludwig der Fromme, der sich von Anfang an nicht mehr nur als rex Francorum, sondern als imperator augustus verstand, ging, anders als Karl der Große in seiner Divisio regnorum (Nachfolgeregelung) von 806, vom Vorrang der Kaiserwürde aus. Diese sprach er alleine seinem ältesten Sohn Lothar I. zu. Nach Akklamation der fränkischen Großen wurde Lothar I. von Ludwig dem Frommen zum Mitregenten erhoben. Die jüngeren Söhne, Ludwig und Pippin, die Bayern bzw. Aquitanien als Unterkönigreiche erhielten, wurden ihrem älteren Bruder untergeordnet. Die Einheit des nach römischer und kirchlicher Tradition unteilbaren Imperiums sollte somit Lothar aufrechterhalten, weitere Teilungen sollten für die Zukunft verhindert werden.

## Die Ausstattung Karls des Kahlen 829
Ludwig, dessen erste, aus einem maasländischen Geschlecht stammende Gemahlin Irmingard von Hespengau 818 gestorben war, hatte sich 819 mit der Welfin Judith vermählt. Das Bemühen der neuen Kaiserin, ihrem 823 geborenen Sohn Karl, für den sie Lothar I. als Taufpaten gewann, einen Teil an der Reichsherrschaft zu sichern, entsprach den überkommenen fränkischen Rechtsvorstellungen, lief aber der Ordinatio imperii von 817 zuwider. Auf einer Reichsversammlung in Worms im August 829 lancierte Ludwig der Fromme dann entgegen der Ordinatio Imperii den Plan, zugunsten Karls eine Neuaufteilung des Reiches vorzunehmen. Da Karls neu geschaffener Machtbereich Alemannien (Schwaben) ein ducatus (Herzogtum) und kein regnum sein sollte und somit auch keine Erhebung zum König erfolgte, war die Ordinatio Imperii formal nicht außer Kraft gesetzt, doch wurde ihre wesentliche Intention, eine weitere Aufsplitterung der Macht dadurch zu verhindern, dass nur ein Prinz erbte, faktisch außer Kraft gesetzt. Der älteste Kaisersohn und Mitregent, Lothar I., war durch diese Entscheidung unmittelbar betroffen, denn seinem Herrschaftsbereich war der Anteil Karls entnommen worden. Dagegen opponierte er und es kam zum Bruch mit dem Vater: Lothar wurde nach Italien verwiesen und als Mitregent abgesetzt.

## Die „loyale Revolution“ von 830 und dieRegni divisiovon 831
Neben Lothar, der nun seine Aussicht auf künftige Gesamtherrschaft schwinden sah, und den jüngeren Brüdern Pippin und Ludwig, die ebenso weitere Schritte zugunsten des kleinen Karl befürchten mussten, widersetzte sich auch die kirchliche Reformpartei der Neuaufteilung. So ging der Staatsstreich von 830, eingeleitet von einer Gehorsamsaufkündigung durch das Heer, nicht etwa von den über die Neuregelung wenig erfreuten älteren Brüdern Karls, sondern von an der Wahrung der Reichseinheit interessierten Männern wie dem Abt von Corbie, Wala, dem Altkanzler Helisachar und dem Erzkapellan Hilduin aus. Die loyale Palastrebellion, der sich bald auch die drei älteren Brüder Karls, Pippin, Ludwig und als letzter Lothar, anschlossen, wobei der älteste Kaisersohn die Führung des Aufstands übernahm, vermochte es auf der Reichsversammlung von Compiègne Ende April oder Anfang Mai 830 den alten Rechtszustand zu sanktionieren: Die Beschlüsse der Wormser Reichsversammlung wurden aufgehoben, Lothar übernahm die Regierung im Namen seines Vaters, Judith und ihre Brüder wurden in aquitanische Klöster geschickt. Der junge Karl sollte auf ein geistliches Leben als Mönch vorbereitet werden und somit aus dem politischen Leben ausscheiden.
Ludwig dem Frommen gelang es jedoch schon einige Monate später, Ludwig den Deutschen und Pippin von Aquitanien durch Angebote von Gebietsvergrößerungen auf seine Seite zu ziehen. Auf der Reichsversammlung von Nimwegen im Oktober 830 musste Lothar die Oberherrschaft des Vaters wieder anerkennen und auf dem Hoftag zu Aachen im Februar 831 ließ Ludwig der Fromme die Anführer der Rebellion festsetzen und verurteilen. Lothar verlor erneut die Teilhabe an der Gesamtherrschaft und wurde nach Italien abgeschoben. In einer neuen Erbfolgeregelung, der undatiert überlieferten Regni divisio, wurde Ludwigs des Frommen Versprechen an die beiden jüngeren Söhne Ludwig und Pippin eingelöst: Unter Ausklammerung des Lothar verbliebenen Italien wurde das Reich neu aufgeteilt. Pippins aquitanisches Unterkönigreich wurde nach Norden um das Land zwischen Seine und Loire und achtundzwanzig Gaue nördlich der Seine ausgedehnt. Ludwig bekam die rechtsrheinischen Gebiete außer Alemannien, die nördliche Francia, die Gaue von Boulogne und Thérouanne, das Artois und Vermandois. Karls alemannisch-elsässisches Erbteil wurde um den wichtigen altkarolingischen Moselraum sowie das Rhône-Gebiet erweitert. Auch wenn sie nur eine Anwartschaft für die Zukunft darstellte, denn Ludwig der Fromme behielt sich für die Zeit seines Lebens die unbeschränkte kaiserliche Hegemonialstellung vor, beweist diese erneute Aufteilung des Reiches „unmißverständlich, daß Ludwig in der gegebenen Situation selbst das System der Ordinatio von 817 aufgegeben hatte.“

## Die „große Empörung“ von 833

Karl der Kahle, Illustration aus einer Handschrift, die für ihn selbst zwischen 842 und 869 von Liuthard in goldener Unzialschrift verfasst worden ist. Wegen Karl dem Kahlen, dem einzigen Sohn aus der zweiten Ehe Ludwigs des Frommen mit der Welfin Judith, wurde die Ordinatio imperii fallen gelassen.

Doch auch der Aachener Teilungsplan von Januar 831 und die Rückkehr „zu den Grundsätzen der Reichsteilung von 806 […] konnten die tieferen Ursachen der Krise nicht beseitigen“. Schon 833 kam es zur zweiten Empörung der Söhne gegen den Vater: Die gemeinsamen Interessen und die Furcht vor weiteren Benachteiligungen zugunsten Karls des Kahlen hatten Lothar, Pippin und Ludwig zum erneuten Bündnis gegen den Vater im innerdynastischen Machtkampf zusammengeführt. Bewaffnete Auseinandersetzungen wurden diesmal von beiden Parteien in Kauf genommen und so trafen sich Ende Juni 833 auf dem Rotfeld bei Colmar die Heere Ludwigs und seiner drei Söhne. Zu einem Kampf kam es jedoch nicht, denn während der Kaiser mit Papst Gregor IV., der sich bereitgefunden hatte, Lothar zu begleiten und für die Geltung der Ordinatio imperii seine Autorität einzusetzen, über einen Ausgleich verhandelte, wussten die Söhne Ludwigs seine Anhänger auf ihre Seite zu ziehen. Von den eigenen Truppen verlassen, musste Ludwig der Fromme sich seinen Söhnen ergeben, wurde gefangen genommen und als Herrscher abgesetzt. Der Sturz Ludwigs sollte diesmal auch kirchlich sanktioniert werden und so erklärten die Bischöfe, allen voran die Erzbischöfe Agobard und Ebo, auf einer Reichsversammlung in Compiègne im Oktober 833, dass Ludwig sein Amt durch schlechtes Regieren verwirkt habe, und mahnten ihn, Kirchenbuße auf sich zu nehmen. Die Herrschaft ging formlos an Lothar über, der den kaiserlichen Urkundentitel des Vaters fortan führte. Lothar konnte wahrscheinlich seinen Brüdern ein Treueversprechen abnehmen, musste ihnen aber große, bis in den Seine- und Maasraum reichende Länder zur selbständigen Herrschaft überlassen.
Die Situation im Frankenreich änderte sich jedoch rasch wieder. Lothar agierte zu ungeschickt und wollte gegenüber seinen jüngeren Brüdern eine Vorherrschaft durchsetzen, zudem stieß sein harter Umgang mit Ludwig dem Frommen sowohl beim Volk und den Großen des Frankenreiches als auch bei Pippin und Ludwig dem Deutschen auf Widerstand, sodass noch vor dem Ende des Jahres 833 das Bündnis der Brüder auseinanderbrach. Schon Anfang 834 sah sich Lothar der offenen Feindschaft Ludwig des Deutschen, bald auch Pippins von Aquitanien gegenüber. Sie versammelten im Februar 834 ihre Heere und zogen, Pippin vom Westen, Ludwig vom Osten, gegen Lothar, der zu der Zeit in Paris Hof hielt. Nachdem Lothar sich vor dieser nahenden Übermacht Ende Februar 834 nach Burgund zurückgezogen hatte, wurde Ludwig der Fromme am 1. März 834 in St. Denis aus der Kirchenbuße entlassen und wieder als Kaiser anerkannt. Lothar wich einer Schlacht aus, auch wenn seine Anhänger einen Sieg an der Bretonengrenze erfochten und er selbst Chalon einnahm. Im Spätsommer 834 konnte Ludwig der Fromme bei Blois die Unterwerfung Lothars entgegennehmen. Er beließ ihm Italien, gebot ihm aber, dieses Land nicht eigenmächtig zu verlassen.

## Letzte Nachfolgeregelungen Ludwigs des Frommen
Die Ausstattung des jüngsten Kaisersohnes Karl blieb jedoch auch nach 834 ein offenes Problem. Auf einer Reichsversammlung in Aachen im Oktober 837 sprach Ludwig der Fromme erneut bedeutende Gebiete zwischen Friesland und der Seine dem jungen Karl zu. Daraufhin kam es Anfang 838 zu einem Treffen zwischen Ludwig dem Deutschen und Lothar im Tal von Trient, was von Ludwig den Frommen als Verschwörung gegen ihn gedeutet wurde. Auf der Reichsversammlung von Nimwegen im Mai/Juni 838 folgte dann ein Streit zwischen Vater und Sohn, in dessen Folge der Kaiser nun den Herrschaftsbereich Ludwigs des Deutschen radikal verkleinerte, indem er ihm das Elsass, Sachsen, Thüringen, Ostfranken und Alemannien entzog, womit er Ludwig den Deutschen lediglich auf Bayern beschränkte. Als Ludwig der Fromme Mitte September 838 in Quierzy Karl den Kahlen für volljährig und wehrhaft erklären konnte und ihn zum König von Neustrien krönte, „war die Ordinatio Imperii nun auch formell in einem ihrer zentralen Bestandteile, dem Verbot weiterer Teilung, aufgegeben; denn jetzt war ein neues Unterkönigreich geschaffen.“ Ende 838 ergab sich dann eine neue Konstellation im „corpus fratrum“: Pippin von Aquitanien war im Dezember 838 überraschend gestorben. Ludwig der Fromme überging den Erbanspruch Pippins II., des Sohnes Pippins von Aquitanien. Er lud Lothar zu einer Reichsversammlung nach Worms im Mai/Juni 839, auf der das Gesamtreich – ausgenommen war Bayern, das an Ludwig fiel – einvernehmlich zwischen Lothar und Karl geteilt wurde. Italien und die Länder östlich einer Linie von der Maas zum Genfersee fielen an Lothar, der Westen an Karl. Sowohl Ludwig von Bayern als auch ein Teil der aquitanischen Großen, der Pippin II. zum König ausrief, widersetzten sich jedoch dieser Entscheidung. Der Kaiser musste wieder zu Felde ziehen, 839 nach Aquitanien, 840 gegen Ludwig von Bayern. Eine Lösung der erneut gespannten Situation im Frankenreich konnte Ludwig der Fromme jedoch nicht mehr erleben. Er verstarb am 20. Juni 840 auf einer Rheininsel bei Ingelheim.

## Der Brüderkrieg 840–842
Ludwig der Fromme hatte 840 kurz vor seinem Tode Lothar eine Krone, ein reich verziertes Schwert und das Reichsszepter übersandt. Damit designierte der sterbende Kaiser den ältesten Sohn zum Nachfolger und übertrug ihm die Leitung (Oberhoheit) des Reiches. Zugleich verpflichtete Ludwig der Fromme Lothar aber auch, Karl den Reichsteil zu überlassen, mit dem er bei der letzten Reichsteilung ausgestattet worden war. Boshof sieht in diesem letzten Handeln Ludwigs den Versuch, die Reichsordnung von 817 mit dem „Vorrang des zum Kaiser erhobenen Bruders im corpus fratrum“ aufrechtzuerhalten und gleichzeitig „den geänderten Verhältnissen anzupassen“. Lothar ignorierte aber die Wormser Abmachung von 839 und beanspruchte nun alle Kaiserrechte aus der Ordinatio imperii von 817.

### Lothars Suprematie-Anspruch im Osten

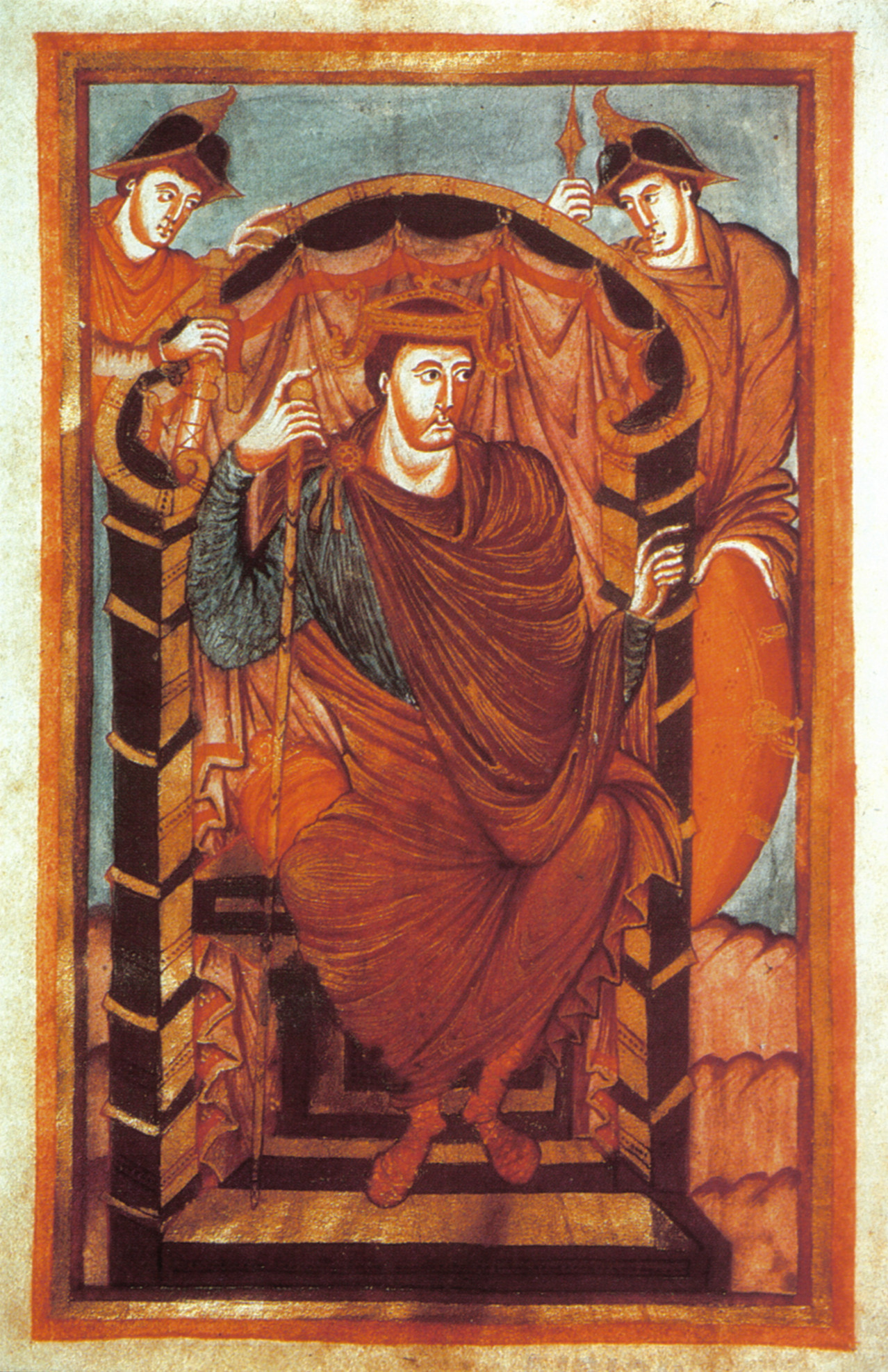
Lothar I., ältester Sohn Ludwigs des Frommen und dessen Nachfolger in der Kaiserwürde, war seit der ersten Ausstattung seines Halbbruders Karls des Kahlen bis zum Frieden von Diedenhofen 842 und dem im daraufhin 843 abgeschlossenen Vertrag von Verdun bemüht, die kaiserliche Suprematie im Reich durchzusetzen. Paris, Bibliothèque Nationale de France, Ms. lat. 266, fol. 1.

Nachdem er Boten in die Francia geschickt hatte, um den Franken Eide und Treueversprechen abzuverlangen und sie gleichzeitig durch das Bestätigen aller von Ludwig den Frommen übertragenen Lehen für sich zu gewinnen, verließ Lothar Italien, überquerte die Alpen und zog das Rheintal hinab, um sich zunächst der ostfränkischen Gebiete zu bemächtigen.
Doch auch Ludwig der Deutsche nutzte die unmittelbare Zeit nach dem Tode des Vaters. Er drang bis zum Rhein vor, ließ einen Teil seiner Truppen als Besatzung in Worms zurück und wandte sich gegen die Sachsen, um diese zu unterwerfen. Lothar vermochte indessen die Mehrheit der Franken für sich zu gewinnen. Die legitimistisch denkenden Kreise mögen sich ihm als ältestem Sohn des verstorbenen Kaisers zugeneigt haben. Vor allem aber standen die Vertreter der Einheitspartei auf Lothars Seite. Sowohl geistliche als auch weltliche Große hatten evidente Gründe an der Reichseinheit festzuhalten. Teilungen machten nicht vor Kirchenprovinzen halt. Der hohe fränkische Adel, der in allen Teilen des Reiches Grundbesitz und Ämter hatte, musste ebenfalls bei einer Reichsteilung an Macht und Einfluss verlieren. In Ostfranzien standen wahrscheinlich dieselben Adligen auf Seiten Lothars, die an denen Nimwegener Beschluss von 838 beteiligt waren, der den Machtbereich Ludwigs des Deutschen auf Bayern beschränkte. Ihr Eintreten für Lothar schien den fränkischen Großen die Einheit der Francia zu gewährleisten. Ein weiterer Grund hierfür mag auch die Furcht vor Repressalien Ludwigs aufgrund der bislang ablehnenden Haltung des ostfränkischen Adels gewesen sein.
Bei Kostheim am Rhein in der Nähe von Mainz traf dann Lothar unerwartet auf Ludwig, der aus Sachsen zur Verteidigung des rechtsrheinischen Gebietes herbeigeeilt war. Für die Nacht wurde ein Waffenstillstand geschlossen. Lothar verzichtete auf eine militärische Entscheidung und man einigte sich auf ein Treffen am 11. November am selben Ort, um nochmals zu verhandeln.

### Lothars Suprematie-Anspruch im Westen
Dank der Abmachung mit Ludwig dem Deutschen hatte Lothar im Osten zunächst den Rücken frei, worauf er sich wieder Karl zuwandte. Karl hatte die denkbar ungünstigste Ausgangslage der drei Brüder nach dem Tode Ludwigs des Frommen. Er verfügte nicht über eine so ausgeprägte Hausmacht wie seine Halbbrüder. Sowohl Lothar als auch Ludwig der Deutsche hatten durch ihre lange Regierungszeit in Italien bzw. Bayern eine Autorität bei den einheimischen Magnaten erreicht, die unumstößlich geworden war. Karl hingegen musste sich um Anhang bei den Vasallen nördlich der Loire und westlich der Maas bemühen, denn das ihm 839 in Worms zugesprochene Aquitanien strebte unter Pippin II., der immer noch beachtlichen Rückhalt für seinen Anspruch auf die Nachfolge des Vaters bei den aquitanischen Großen fand, nach Autonomie und setzte den gegen Ludwig den Frommen begonnenen Aufstand auch gegen seinen jüngsten Sohn fort. So führte Karl der Kahle einen Feldzug gegen Pippin II. in Aquitanien, als Lothar im Oktober 840 die Seine überschritt, um Neustrien zu erobern. Wie schon in Ostfranzien strömten auch in Neustrien viele der fränkischen Großen Lothar zu: Nithard nennt Abt Hilduin von Saint-Denis, Graf Gerhard von Paris und Pippin, den Sohn König Bernhards von Italien, als die berühmtesten Überläufer. Jenseits des Kohlenwaldes, im Raum zwischen der Maas und Mittelrhein, fiel schon wesentlich früher ein großer Teil des Adels von Karl dem Kahlen ab. Im November 840 trafen dann Karl und Lothar mit ihren Heeren in der Nähe von Orléans aufeinander. Doch wie schon zuvor bei Kostheim mit Ludwig riskierte der Kaiser auch diesmal nicht eine Schlacht. Stattdessen einigte man sich auf eine Verschiebung der Verhandlungen auf den 8. Mai 841 in Attigny. Aquitanien, Septimanien, die Provence und zehn Grafschaften zwischen Loire und der Seine wurden dabei von Lothar Karl bis zur endgültigen Gebietsregelung zugestanden.

### Die Schlacht von Fontenoy 841
Nach der vorläufigen Verständigung mit Karl zog Lothar zunächst nach Südosten Richtung Burgund, bevor er sich mit seinem Heer wieder Ludwig dem Deutschen zuwandte, der in der Zwischenzeit seine Anerkennung als König von Teilen der Alemannen, Ostfranken, Thüringer und Sachsen erreichte und erneut das linke Rheinufer besetzte. Vor allem jedoch in Ostfranzien hielt sich Ludwigs Autorität immer noch in Grenzen. Lothar nutzte dies aus und konnte neben Graf Adalbert von Metz (aus der Familie der Hattonen) auch Bischof Otgar von Mainz für sich gewinnen. Anfang April 841 gelang es dem Kaiser nahe Worms den Rhein zu überqueren, nachdem Ludwig ihm zuvor bei Mainz den Übergang über den Fluss erfolgreich verwehrt hatte. Ohne Kampf wusste Lothar Ludwig, indem er Ludwigs Anhänger zum Abfall bewegte, zum fluchtartigen Rückzug nach Bayern zu zwingen.
Allein, das erkannte nun Ludwig der Deutsche, war er Lothar nicht gewachsen und sandte daher Boten zu Karl mit dem Anerbieten, ihn zu unterstützen. Karl, der es geschafft hatte, einige Große wieder auf seine Seite zu ziehen und den Übergang über die Seine zu erzwingen, nahm das Angebot Ludwigs an, da ihm ein neuerlicher Angriff Lothars bevorstand. Im Ries, an der Grenze zwischen Alemannien und Bayern, sollte der von Lothar östlich des Rheins als Anführer der ostfränkischen Truppen zurückgelassene Graf Adalbert von Metz Ludwigs erneute Versuche, nach Westen vorzustoßen, abwehren. Am 13. Mai 841 kam es an der Wörnitz im Ries zu einer blutigen Schlacht (Schlacht an der Wörnitz), in der Ludwig siegreich blieb und neben Graf Adalbert von Metz viele ostfränkische Verbündete des zu diesem Zeitpunkt bei Montmédy weilenden Lothars fielen.
Lothar konnte jetzt ein Zusammentreffen Ludwigs und Karls nicht mehr verhindern. Bei Auxerre standen dem Kaiser nun die vereinigten Heere seiner Brüder gegenüber. Ludwig und Karl sandten Lothar eine Botschaft, in der sie um friedlichen Austrag baten, gleichzeitig aber um Anerkennung des ihnen Zustehenden verlangten. Lothar wies zwar die Friedensbemühungen der beiden jüngeren Brüder ab, doch ging er einem Waffengang zuerst aus dem Weg, rückte von den zwei Brüdern ab und zog Pippin II. entgegen, mit dem er am 24. Juni zusammentraf. Der Kaiser hatte zuvor noch ein Teilungsangebot seiner jüngeren Brüder, in dem unter anderem Ludwig seine Ansprüche auf die linksrheinischen Gebiete aufgab und Karl seinerseits auf das Land östlich des Kohlenwaldes verzichtete, abgelehnt. Am Morgen des 25. Juni 841 kam es dann in Fontenoy-en-Puisaye, südwestlich von Auxerre, zur Schlacht zwischen Lothar und Pippin II. auf der einen, Ludwig dem Deutschen und Karl dem Kahlen auf der anderen Seite. Ludwig der Deutsche und Karl der Kahle behielten schließlich die Oberhand in dieser blutigen Schlacht. Angilbert schreibt Lothars Niederlage dem Verrat und Wankelmut einiger Adliger wie des Markgrafen Bernhard von Septimanien zu, die in sicherer Entfernung auf den Ausgang der Schlacht gewartet hatten, um dann dem Sieger zu huldigen.

### Das Ende des Bruderkrieges und der Vertrag von Verdun 843

Das Karolingerreich nach dem Vertrag von Verdun

Die schwere Niederlage Lothars wurde von seinen Brüdern und ihren Parteigängern als Gottesurteil angesehen. Lothar, der sich immer noch nicht geschlagen geben wollte, unterstützte die sächsischen Frielingen und Lassen, die sich als Stellinga gegen den Adel und somit auch Ludwig den Deutschen auflehnten. Zudem nahm er Verbindung zu den Normannen auf, die seit 834 Friesland und die gesamte friesisch-nordgallische Küste bedrängten, und belehnte ihre Anführer Harald Klak mit der Insel Walcheren und Rörik I. mit dem Gau Kimmen/Kinnin in Friesland. Diese Maßnahmen bewirkten jedoch ein näheres Zusammenrücken Karls des Kahlen und Ludwigs des Deutschen, die am 14. Februar 842 in Straßburg vor ihren versammelten Heeren feierlich ein Bündnis in Althochdeutsch und Altfranzösisch beschworen (Straßburger Eide). Nachdem Karl und Ludwig mit vereinter Heeresmacht Lothar bald darauf zwangen, aus Aachen nach Burgund zu fliehen, und der Kaiser befürchten musste, dass das Frankenreich nördlich der Alpen unter seine jüngeren Brüder aufgeteilt würde, sah sich Lothar zu schnellem Einlenken gezwungen. Er ließ seinen Neffen Pippin II. von Aquitanien fallen und begann, über den Frieden zu verhandeln.
Im Juni 842 kam es bei Mâcon zu einer Zusammenkunft Lothars, Ludwigs und Karls, die sich auf die Grundsätze einer Teilung einigten und damit dem Bruderkrieg ein Ende setzten. Eine Kommission aus jeweils vierzig Bevollmächtigten jeder Seite wurde zur Regelung der Grenzziehung in den fränkischen Kernbereichen einberufen. Ausgenommen blieben Aquitanien, Bayern und Italien als die unstrittigen Machtbereiche Karls, Ludwigs bzw. Lothars. Weitere Verhandlungen führten im Herbst 842 in Diedenhofen zu einem neuen vorläufigen Friedensabkommen, das den Weg für den endgültigen Teilungsvertrag ebnete. Dieser wurde nach schwierigen, von Misstrauen gehemmten Verhandlungen im August 843 in Verdun geschlossen. Ludwig der Deutsche erhielt das Gebiet östlich von Rhein und Aare bis zu den Alpen, jedoch auch die linksrheinischen Städte Mainz, Worms und Speyer mit ihrem Umland. Eine Linie, die sich an die Flussläufe von Schelde, Maas, Saône und Rhone anlehnte, sollte das Westreich Karls vom Anteil Lothars scheiden. Der Kaiser bekam ein um die Kaiserstädte Aachen und Rom gruppiertes Mittelreich, das sich über Italien hinaus von der Provence bis Friesland erstreckte und späterhin den abfälligen Namen „Kegelbahn“ erhielt.

## Beurteilung der Jahre 830–843 durch die Forschung
Die innerdynastischen Kämpfe der Karolinger in den Jahren 830–842 und der anschließende Vertrag von Verdun 843 bedeuten für die Forschung „nicht nur a posteriori einen tieferen Einschnitt“ in der Geschichte des Karolingerreiches. Das Teilungsrecht hatte sich in den Jahren 830–843 gegenüber der Reichseinheitsidee durchgesetzt. Zwar wurde am Ende der innerdynastischen Kämpfe des Karolingerhauses in Verdun nach Steinbach „keine Reichsteilung, sondern, wie stets vorher, nur die Herrschaftsteilung in der Königsfamilie beschlossen.“ Auch wurde die Einheit des Reiches von den drei Brüdern, wie auch vom Klerus oder der Reichsaristokratie, die mehrfach Besitzungen in den drei Teilreichen hatte, in den Jahren nach Verdun immer wieder betont. Es handelte sich hierbei allerdings nur um eine ideelle Einheit. Die in der Ordinatio imperii von 817 ausformulierte Staatsidee der im Kaisertum zentrierten substantiellen Reichseinheit wurde 843 endgültig aufgegeben.
Der Vertrag von Verdun stand somit am Ende einer Entwicklung, die, wie sich gezeigt hat, 830 begann, als es zum ersten Thronsturz Ludwigs des Frommen kam. Die innerdynastischen Kämpfe der 830er Jahre bedeuteten den wechselvollen Kampf der Söhne gegen den Vater, später der Söhne gegeneinander. Es lassen sich drei Interessensgruppen erkennen, hinter denen nochmals Partikularinteressen standen.